# Arnold Lüscher

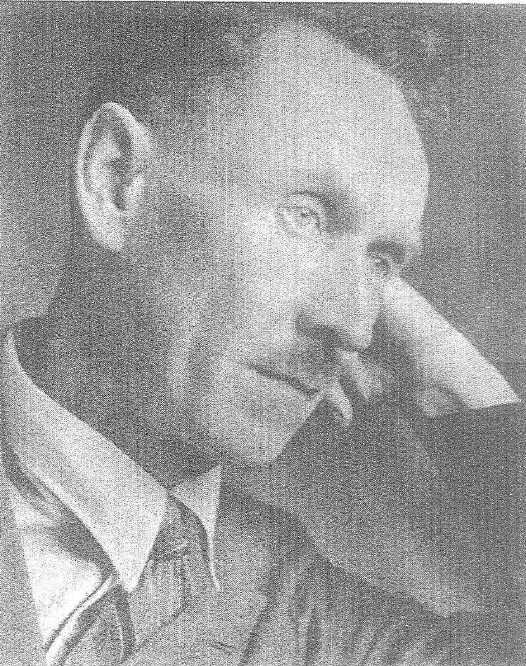
Arnold Lüscher (ca. 1930)

Arnold Lüscher (* 2. Juni 1891 in Seon; † 7. Mai 1953 in Dänikon) war ein Schweizer Pädagoge, Schriftsteller und Pazifist.

## Leben und Wirken
Arnold Lüscher wurde in eine pietistische Bauernfamilie in Seon im Aargauer Seetal geboren. Der stattliche, damals 150 Jahre alte Hof oberhalb der Strasse nach Retterswil ist in den Kulturdenkmälern Seons (Objekt 917) aufgeführt. Dem Hof wurde im Rahmen der Erweckungsbewegungen durch die Pilgermission St. Chrischona im letzten Viertel des 19. Jahrhunderts eine Scheune angegliedert, in der christliche Versammlungen stattfanden. Arnold war das älteste von sieben Geschwistern. Das drittgeborene Kind übernahm später den Hof, zwei jüngere Geschwister wurden bei der Basler Mission tätig, eine Schwester engagierte sich als anthroposophische Lehrerin in Basel.
Lüscher besuchte das Lehrerseminar und arbeitete zunächst in einer Erziehungsanstalt. Mit 22 Jahren wurde er an die Primarschule Dänikon-Hüttikon im Zürcher Furttal gewählt und unterrichtete dort von 1913 bis zu seinem Tod 1953. Die Schulpflege Dänikon-Hüttikon dankte ihm «über das Grab hinaus für sein treues Wirken». und ehrte ihn mit einer Statue vor dem Schulhaus. Der mit ihm befreundete Pfarrer und Schriftsteller Walter Nigg aus dem benachbarten Dällikon bezeichnete ihn in seiner Abdankungsrede als einen «Narren in Christo»

### Pädagoge

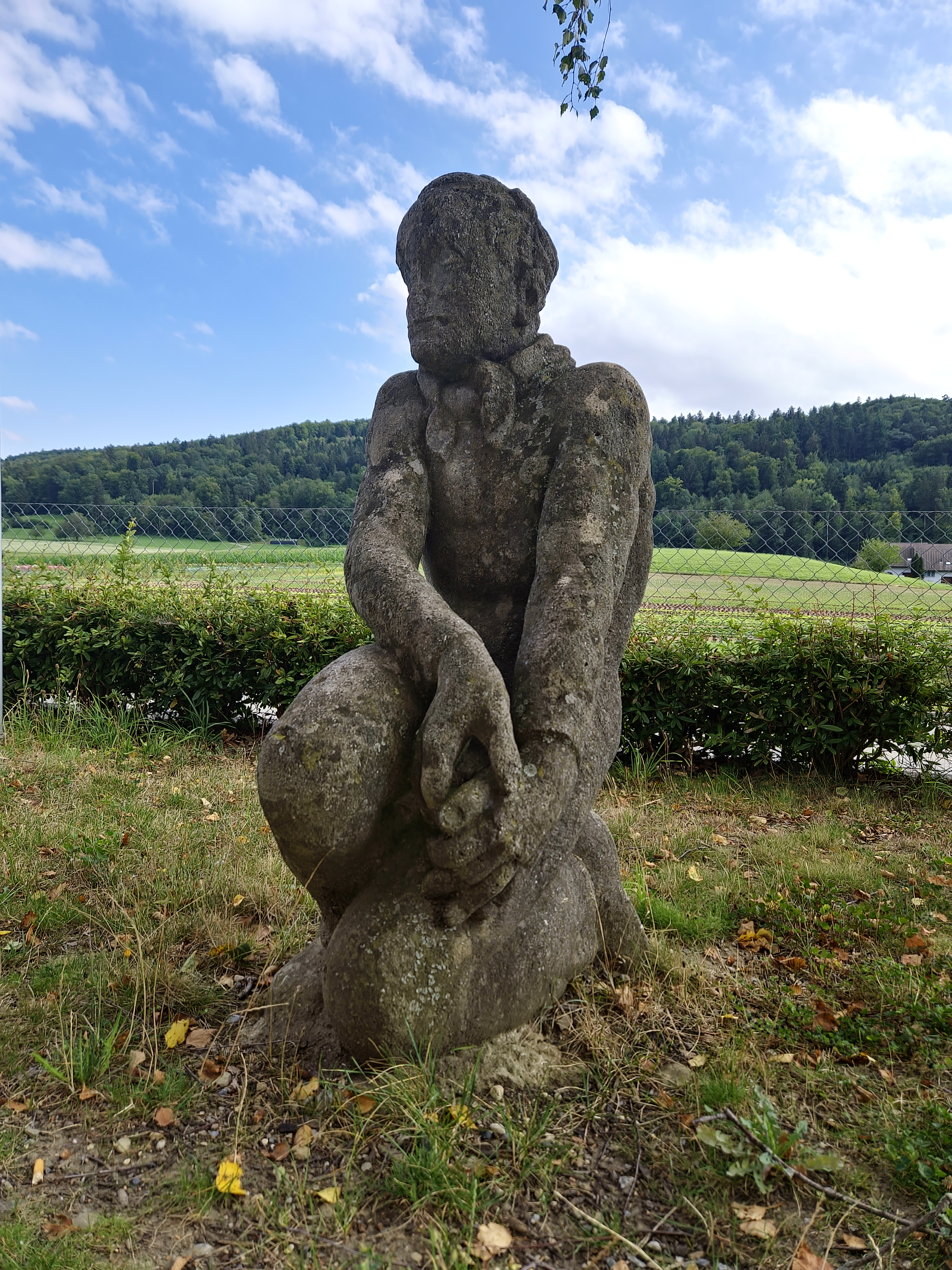
Statue vor dem Schulhaus Rotflue

In der Lehrerwohnung im 1866 auf der Moräne Rotflue erbauten gemeinsamen Primarschulhaus der Gemeinden Dänikon und Hüttikon lebte Lüscher 35 Jahre unverheiratet in einer Hausgemeinschaft mit Hedwig Staub (1893–1972). Staub besass ein Diplom der «Association Montessori Internationale» (AMI) und führte von 1930 bis 1960 eine Montessori-Klasse an der Schule Dänikon-Hüttikon. Sie betreute die 1. bis 3. Klasse, Lüscher die älteren Schülerinnen und Schüler.
Lüscher unterrichtete im Sinne der Reformpädagogik, indem er das Kind und seine individuelle Entwicklung stark in den Mittelpunkt seines Unterrichts stellte. Er förderte Selbständigkeit und Eigenverantwortung und initiierte mittels vieler Exkursionen eine aktive Auseinandersetzung seiner Schülerinnen und Schüler mit ihrer engen und nahen Umwelt. «Als begnadeter Lehrer sich mit allen pädagogischen Fragen intensiv beschäftigend, suchte er seine Schüler zu geistig lebendigen und wahrhaft christlichen Menschen zu erziehen. Ein Kollege nannte ihn mit Recht das pädagogische Gewissen des Schulkapitels.» An Lehrerkonferenzen mahnte er vor der Gleichschaltung der Schülerinnen und Schüler und betonte, dass der Lehrer nicht der alleinige Führer sein dürfe, sondern an seine Schülerinnen und Schüler glauben und ihnen dienen müsse. Nur wer durch die Freiheit gehe, könne auch zur geistigen Reife gelangen.

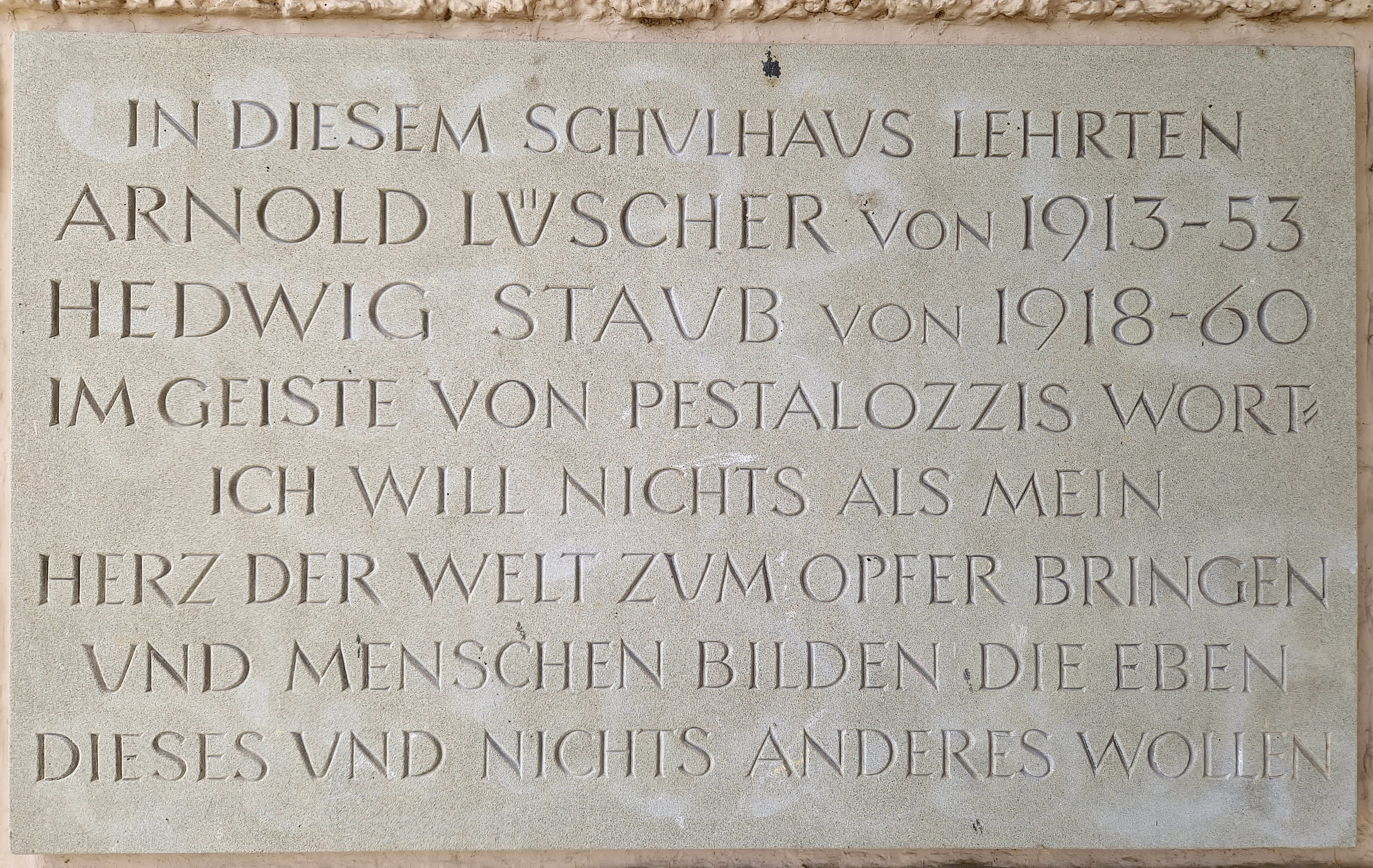
Erinnerungstafel Schulhaus Rotflue

In seinen 40 Jahren Schuldienst prägte er zwei Generationen Kinder aus den Dörfern Dänikon und Hüttikon und gewann bei den Dorfbewohnern grossen Respekt. Sein pädagogisches Engagement machte ihn auch über seine Furttaler Schulgemeinde hinaus bekannt. Zweimal durfte er seinen Unterricht an einer Mehrklassenschule im Rahmen der Landesausstellung 1939 demonstrieren. Parallel zu seiner Lehrertätigkeit bildete sich Lüscher permanent weiter und unternahm auch Studienreisen nach Griechenland (1927), Ägypten und Palästina, wo er mit Menschen anderer Länder in Kontakt trat.
Vor dem Primarschulhaus Rotflue erinnern eine Statue und eine Tafel neben dem Eingang an die Wirkungszeit von Arnold Lüscher und seiner Kollegin Hedwig Staub.

### Schriftsteller
Von 1924 bis 1940 veröffentlichte Lüscher zahlreiche Artikel, die von grossem Sendungsbewusstsein zeugen. Diese erschienen in Zeitungen wie dem Glattaler, dem Wehntaler oder auch in der in der religiös-sozialistischen Bewegung verwurzelten Zeitschrift Neue Wege, der er sich besonders verbunden fühlte. Starke Anregungen erhielt er von Leo Tolstoi und Leonhard Ragaz. «Die Betätigung in der Friedensbewegung war ihm innerstes Bedürfnis. Wenn er sich auch nicht direkt am politischen Leben beteiligte, so suchte er doch unablässig durch Referate, Artikel, Schriften oder auch in der Volkshochschule […] im Sinne der religiös-sozialen Bewegung zu wirken.» Mit Nachdruck vertrat er die Position, dass Ideen «die geistigen Motore der Menschheit» (Lüscher 1940) seien. In den politisch turbulenten 1930er-Jahren und während des Zweiten Weltkriegs sah er in der Willensnation Schweiz ein Modell für eine demokratische Zukunft Europas (Lüscher 1940).
Nach 1940 gab Arnold Lüscher die «Eidgenössischen Blätter zur Förderung der religiösen und sozialen Einheit im Schweizervolk» heraus und wollte damit auf weitere Kreise einwirken.

### Pazifist
1931 verweigerte Lüscher aus einem Gewissenskonflikt heraus den Militärdienst. Eine Petition des Theologen Leonhard Ragaz zur Entkriminalisierung der Dienstverweigerung war 1924 im Nationalrat abgelehnt worden. Das neue Militärgesetz von 1927 unterschied zwar neu zwischen den Tatbeständen des Ausreissens (Fahnenflucht) und der Dienstverweigerung, ohne aber die Letztere zu entkriminalisieren. Zwischen 1930 und 1939 kam es zu total 92 Verurteilungen wegen Dienstverweigerung. Lüscher wurde vom zuständigen Divisionsgericht zu acht Tagen Gefängnis verurteilt, vom Grade als Landwehrgefreiter entsetzt und aus der Armee ausgestossen. Zur Dienstverweigerung eines Staatsbeamten, wie es Lüscher als Volksschullehrer war, wurde Kritik laut. In der Politischen Rundschau (Schweizer Monatshefte) wurde die Dienstverweigerung eines Lehrers als besonders üble Verletzung der bürgerlichen Treuepflicht kritisiert. Die Dienstverweigerung fand aber auch verständnisvolle Stimmen in der Schweizerischen Lehrerzeitung. Die Schulgemeinde Dänikon-Hüttikon hielt an ihrem Lehrer fest.

## Schriften (Auswahl)
- 1924: Der Weg zum Leben. Separatdruck aus Neue Wege, Nr. 4, April 1924.
- 1925: Der Weg. Ein Lebens-ABC. Verlag Paul Haupt, Bern.
- 1925: Geschichtsauffassung und Geschichtsunterricht. Conzett & Cie., Zürich.
- 1926: Die psychologische Begründung des Religionsunterrichtes. Conzett & Cie., Zürich (Referat).
- 1927: Das Verhältnis von Religion und Sittenlehre. F. Reinhardt, Basel.
- 1927: Schule und Evangelium. [Verlag nicht ermittelbar], Dänikon.
- 1930: Die Aufgabe unseres Volkes in der Völkerfamilie. Festvortrag an der Otelfinger Sekundarschulhaus-Einweihung, 20. Juni 1930. Fehlmann, Seengen.
- 1931: Wie ich unsern Bauern von der Dienstverweigerung erzählte. Schweizerische Zentralstelle für Friedensarbeit, Zürich.
- 1932: Vom Institut für Völkerpädagogik in Mainz und seinem ersten Kurs für Landschullehrer. Sonderabdruck aus der Schweizerischen Lehrerzeitung, Nr. 11, Jg. 1932.
- 1934: Was Jesus wollte. Buchdruckerei F. Reinhardt, Basel.
- 1934: Die Erneuerung des Lebens. Buchdruckerei H. Akerets Erben, Dielsdorf.
- 1937: Das dialogische Verhalten. Verlag Paul Haupt, Bern/Leipzig.
- 1937: Religiöse Gedanken und Gestalten. Verlag Paul Haupt, Bern/Leipzig (Zeitungsaufsätze).
- 1940: Die christliche Sendung der Schweiz. Verlag Paul Haupt, Bern.